# ТЕЦ Стараховиці
ТЕЦ Стараховиці — колишня теплоелектроцентраль у однойменному місті в центральній Польщі.
У 2004-му компанія «Caterpillar» запустила в Стараховмцях теплоелектроцентраль на основі парогазового блоку комбінованого циклу потужністю 36 МВт. Він мав дві газові турбіни Solar Titan 130 потужністю по 13,5 МВт, які через котли-утилізатори SES 18,4 T/H-37 живили одну парову турбіну Bohm&Voss MARC4 потужністю 8,2 МВт.
Через зміни в законодавстві щодо підтримки екологічно-лояльних джерел енергії проект швидко став генерувати збитки, тому вже за два роки ТЕЦ зупинили. У підсумку обладнання збанкрутілої компанії викупили для ТЕЦ Седльце. Його демонтаж почався в 2010-му, а запуск в роботу на новому майданчику припав на 2012 рік.